# Said Ahmed Mohamed
Said Ahmed Mohamed Khamis (* 12. Dezember 1947 in Sansibar) ist ein tansanischer Schriftsteller, Afrikanist und Literaturwissenschaftler. Er war von 1997 bis 2013 Professor für Literatur in afrikanischen Sprachen an der Universität Bayreuth.

## Leben
Khamis war von 1969 bis 1975 Lehrer in Pemba und Sansibar, im darauffolgenden Jahr studierte er Pädagogik und Linguistik an der University of Dar es Salaam. Mit einer Studie über städtische und ländliche Varietäten des Swahili auf Pemba promovierte er 1984 an der Universität Leipzig im Fach Afrikanistik. Von 1985 bis 1990 arbeitete er als Dozent in Sansibar, an der Moi University in Eldoret und an der University of Nairobi. 1990 folgte er einem Ruf auf eine Professur an der Osaka University of Foreign Studies in Japan. Said Khamis wurde 1997 als Professor für Literatur in afrikanischen Sprachen an die Universität Bayreuth berufen. 2013 wurde er emeritiert.
Während er seine wissenschaftlichen Werke als Said Khamis publiziert, verwendet er als Schriftsteller den Namen Said Ahmed Mohamed. Er schreibt in allen drei literarischen Gattungen. Zudem ist er ein bedeutender Romancier und Vertreter des Magischen Realismus in der Swahili-Literatur.

## Werke
Saids erster erschienener Roman kam 1977 heraus und war in Sansibar angesiedelt. Asali Chungu beginnt anfangs mit einem skrupellosen Verbrechen. Gewalt ist ein ständig aufkommendes Thema in diesem Roman. Asali Chungu thematisiert die familiären Verwicklungen, die bei Inzest aufkommen können. Das dritte erschienene Buch Mohameds heißt Amezidi (1995) und bedeutet „Übertreibung“. In diesem Roman wird das Swahili-Drama thematisiert, die Nahrungsmittelhilfe, die Entwicklungshilfe, die Korruption der einheimischen und das Nichtstun der betroffenen Bevölkerung. Der sechste Roman Babu Alipofufuka („Als Großvater wieder zum Leben erwachte“) befasst sich mit den Elementen aus Realismus, Surrealismus, Olliteratur und Mythos. Babu Alipofufuka weist einige Züge des magischen Realismus auf.